# Adalbertstraße 51 (München)

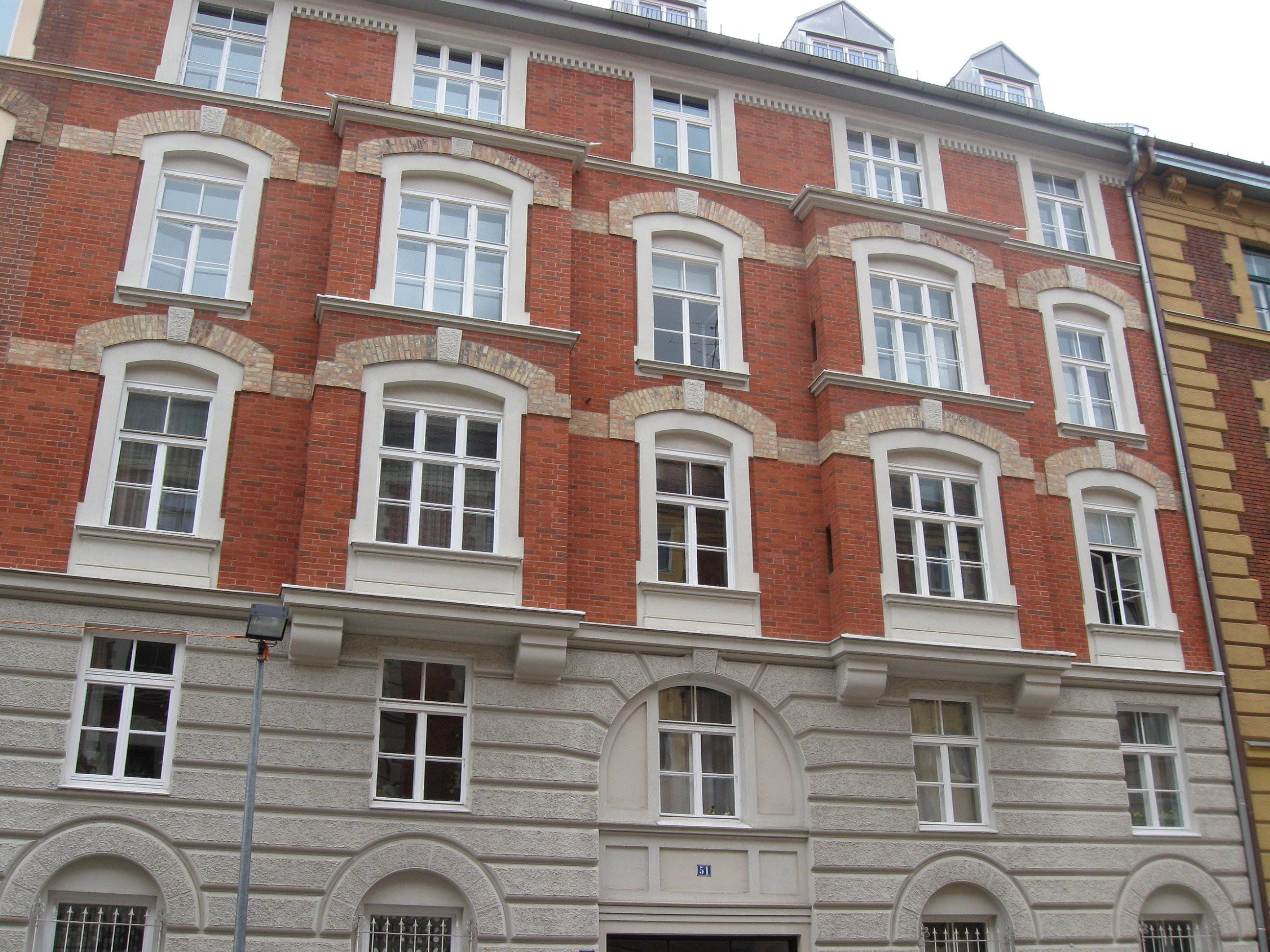
Haus Adalbertstraße 51 in München

Das Gebäude Adalbertstraße 51 im Stadtteil Maxvorstadt der bayerischen Landeshauptstadt München ist ein geschütztes Baudenkmal.
Das fünfgeschossige Mietshaus in der Adalbertstraße wurde 1900/01 für den Bauunternehmer Johann Widmann errichtet, der zahlreiche Grundstücke in der Maxvorstadt besaß und gleichzeitig das Haus Nr. 49 erbaute. Die Häuser Nr. 49 und Nr. 51 haben die gleiche Fassadengliederung und Innenraumaufteilung. Der Hauseingang des fünfachsigen Gebäudes im Stil der Neurenaissance mit backsteinverblendeter Fassade und Doppelerkern erfolgt mittig. Eine Podesttreppe erschließt zwei Wohnungen je Stockwerk.